# Deliverance
Pour les articles homonymes, voir The Deliverance et Deliverance (homonymie).
Deliverance est un groupe français de heavy metal, originaire d’Île-de-France. Formé en 2012, Deliverance compte un EP, Doomsday, Please, sorti en 2013, et trois albums : CHRST en 2017, Holocaust 26:1-46 en 2020 et Neon Chaos in a Junk-Sick Dawn en 2022. L'année 2022 marque l'apparition du groupe à l'affiche du Hellfest, la sortie d'une vidéo lyrique du titre Up-Tight et une captation live de Odyssey.

## Histoire

### Débuts etDoomsday, Please(2013–2016)
Deliverance voit le jour en 2012 quand Etienne Sarthou (ex-AqME) fait écouter à Pierre Duneau (alors chanteur de Memories of a Dead Man) des riffs à la guitare qu’il a enregistrés, avec l’idée que cet artiste, qu’il connaît déjà, pourrait y poser sa voix. Les deux initiateurs du groupe produisent alors un son froid et lourd, mélange de black metal et de sludge. Plusieurs musiciens (guitaristes et batteur) viendront leur prêter main-forte, notamment lors des enregistrements, en attendant la constitution du quatuor actuel.
Un premier EP de quatre titres, Doomsday, Please, sort en 2013. Après l’enregistrement de cet EP, Sacha Février rejoint Deliverance, qui trouve en lui son troisième membre. Dans une interview accordée au webzine Art’N Roll dans le cadre du Mondial du Tatouage, on apprend que l’artiste avait, quelque temps auparavant, décliné la place de bassiste du groupe Mass Hysteria pour raisons familiales.

### CHRST(2017–2019)
Le groupe signe son premier album chez Deadlight Records (qui a depuis cessé son activité) et CHRST, enregistré et mixé par Etienne Sarthou lui-même et masterisé par Magnus Lindberg (Cult of Luna), sort en 2017. Ce nouvel opus de 6 titres et 47 minutes assoit la légitimité de Deliverance. 
Dans le no 52 (février-mars 2020) du magazine New Noise, l’article rétrospectif consacré au groupe mentionne élogieusement « un CHRST particulièrement réussi et plutôt surprenant dans son traitement pesant et hypnotique de la chose black metal ». « Dès Hung Be the Heavens with Black, on est saisi par la qualité de la production d’une part – éclatante de lourdeur et de clarté –, mais surtout par l’approche singulière adoptée par le groupe. Certes, les riffs sonnent indéniablement black, et de façon plutôt classique avec ça, mais la pesanteur et la profondeur de l’ensemble tiennent infiniment plus de Neurosis ou d’Amenra que de Mayhem ou Emperor. Peu de blast beats donc (à l’exception notable de l’intro de A Bone Shall Not Be Broken et du final de Hung Be the Heavens with Black), mais plutôt des morceaux au pas lourd et glacial, au groove pesant et aux variations subtiles (Out of the Saddening Blank). Très lisible malgré sa richesse et sa densité, CHRST est un album immédiat qui marque dans la durée ». 
Après l’enregistrement de ce premier album, Fred Quota (BLVL) vient rejoindre le groupe à la batterie et devient le quatrième et dernier membre que Deliverance attendait pour pouvoir se produire sur scène au complet, notamment aux côtés de Hangman’s Chair ou Wolvennest.

### Holocaust 26 :1-46(2020–2021)
Holocaust 26 :1-46 sort début 2020, chez Deadlight Records. Le magazine W-Fenec, dans son numéro 42 (avril 2020), y voit « le meilleur album de black metal de l’année »et le webzine Seigneurs du Metal « une œuvre majeure du metal français ». L'enrichissement musical de ce nouvel album se caractérise notamment par l’ajout des claviers du chanteur, Pierre Duneau. 
Philippe Lageat (rédacteur en chef du magazine Rock Hard) y consacre sa chronique « Mon autre album du mois » du numéro 208 dans lequel apparaît également une interview du groupe : « ce nouvel opus est doté d’un son impressionnant d’emphase, de clarté et de puissance, amoureusement concocté par Étienne dans son studio, le Hemlig. Saturnine, qui ouvre le disque, en est une sorte de résumé ». « Le metal de Deliverance est hautement cinématique et invite à se faire des films, à l’instar du très lourd Sancte Iohannes et de sa cohorte de robots pourfendeurs de crânes. Pas de doute, alors qu’on rejoint la ronde infernale : Pierre Duneau est un sorcier ! Soutenu par un Étienne toujours en quête du riff définitif, il hante, boulet au pied, la conclusion Makbenach avant que cette dernière ne s’achève par quatre minutes apaisées dont on a bien besoin après ces 45 minutes dont on ne sort pas indemne ».

### Pandémie et Hellfest (depuis 2022)
Le groupe n’a pas pu faire résonner sur scène les titres de Holocaust 26 :1-46, sorti début 2020, mais Étienne et Pierre continuent à écrire et le quatuor à répéter, pour pouvoir se produire au Michelet à Nantes (20 novembre 2021), au Festival Graf Zeppelin (21 mai 2022) au Post in Paris (5 juin 2022) et enfin sur la Temple du Hellfest (19 juin 2022).  
Après ce live, Art’N Roll voit dans le groupe la « nouvelle sensation du metal français ». Selon le site Qobuz, « la baffe est totale (et inattendue). Qu’il s’agisse de l’ambiance, du son, de la prestation des musiciens, nous sommes soufflés par l’ambiance quasi rituelle qui s’abat sur nous durant cette demi-heure d’intensité. Monumental, tout simplement ». Le webzine Rock Ur Life détaille : « Des décors soignés, de la fumée et un Pierre Duneau maquillé pour incarner son personnage. Dès le premier morceau le groupe arrive à installer une ambiance sombre et captivante. Le son parfaitement équilibré vient réveiller le public venu en nombre. La prestation est envoûtante […] ».
Dans une interview réalisée par Seigneurs du metal en août 2022, le groupe annonce avoir signé chez Les Acteurs de l'Ombre et que le troisième album de Deliverance sortira le 4 novembre 2022 (en double vinyle, CD et numérique). Pierre et Sacha annoncent que l’opus à venir sera sous le signe d’une expansion musicale : plus de blast, d’atmosphérique et de prise de risque, avec une exploration rock indépendant et un texte d’Antonin Artaud notamment.

## Style musical et visuel

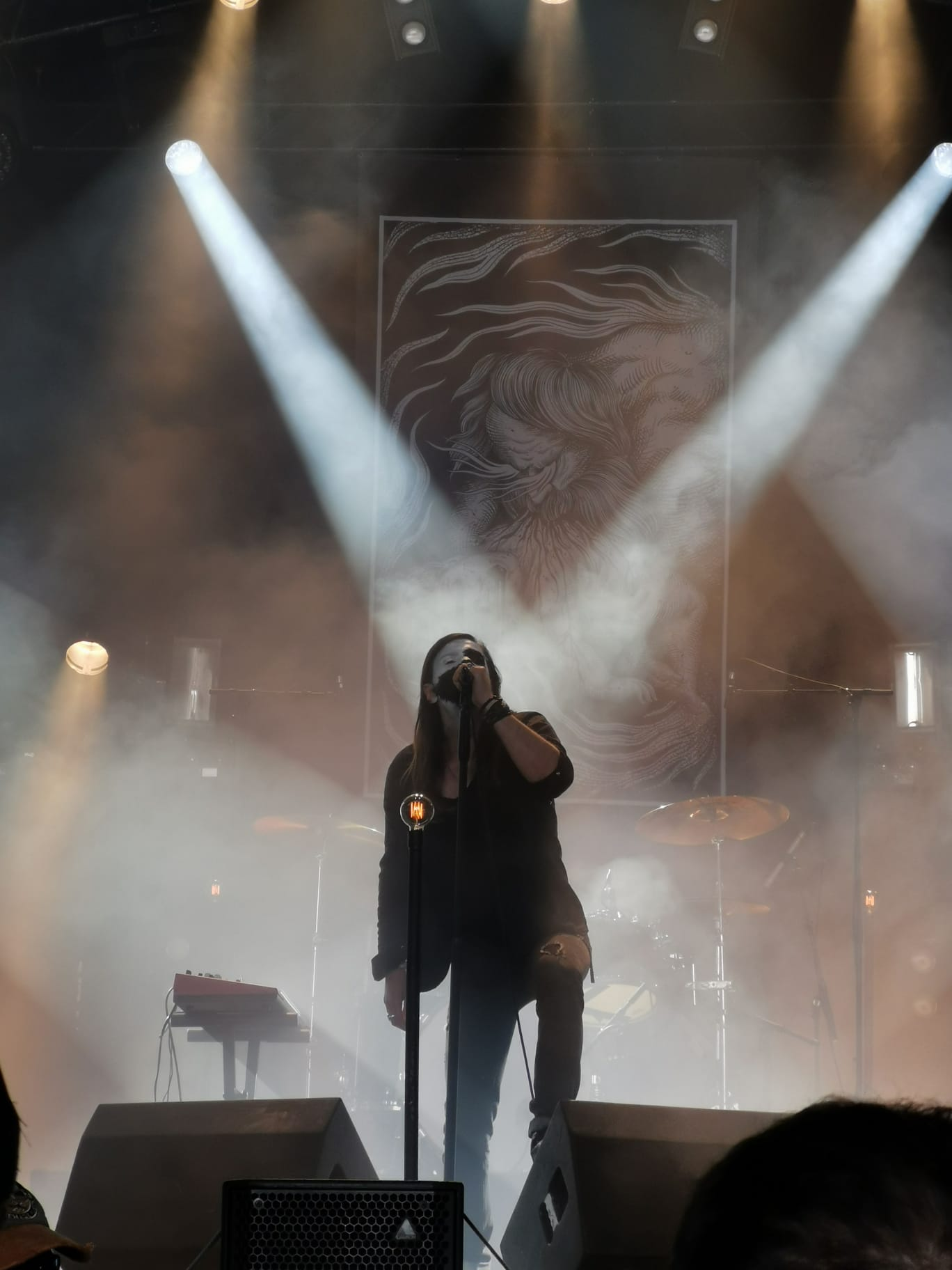
Deliverance au Hellfest 2022, Pierre Duneau devant le visuel de Saturne dévorant son enfant.

Le quatuor s’inscrit dans la veine black metal tout en la modernisant dans son traitement à la fois thématique et musical, faisant de ce « black à deux à l’heure », comme le dit Etienne Sarthou, une fusion des genres. 
Sur scène, pas de costumes, et seul le chanteur est maquillé, rendant visible une cicatrice intérieure, comme il l’explique dans une interview réalisée pour Rock Ur Life. Les visuels, en adéquation avec l’univers musical, sont signés par le bassiste Sacha Février. On reconnaît en particulier Saturne dévorant son enfant, illustration de « Saturnine », premier titre de Holocaust 26 :1-46 et clef de voûte de ce deuxième album. Dès le début, le groupe soigne ses images. Doomsday, Please donne à voir une photo prise par Mathieu Piranda représentant une forêt très sombre travaillée par la graphiste Pauline Talarn qui, notamment, insère un cercle blanc faisant penser à une éclipse lunaire. Même photographe et même graphiste pour CHRST figurant, dans une maison abandonnée, une chambre avec un lit et un crucifix ; cette dernière partie de la photo est renversée, laissant planer le doute quant à la signification de cette croix. Même association artistique pour la pochette de Holocaust 26 :1-46 dont le titre graphique aux nuances de gris se détache sur fond noir.

## Thématiques
La religion est un thème incontournable chez Deliverance (titres de l’EP, des deux albums, des chansons). Le terme « holocauste » renvoie aux temps bibliques et au sacrifice religieux par le feu ; Holocaust 26 :1-46 est une référence à une partie du livre du Lévitique dans la Bible où dominent les malédictions. On en apprend davantage en lisant l’interview du groupe qui figure dans le numéro 208 de Rock Hard où Etienne Sarthou explique le titre de ce deuxième album : « C’est le fruit d’une longue réflexion de Pierre qui considère – c’est d’actualité – que l’humanité est en train de pratiquer son propre holocauste ». Dans une interview de Deliverance réalisée pour le webzine The Unchained, Pierre Duneau, qui écrit les textes du groupe, développe l’idée que détruire ce qui est bon est un trait de la nature humaine : l’Homme, c’est celui qui a détruit le Christ venu le sauver et c’est à présent celui qui détruit la Nature qui le fait vivre.
La notion de cycle est très présente dans Holocaust 26 :1-46, avec cette idée que chaque cycle finit dans le feu. Le chanteur-parolier précise, pour Rock Ur Life : « la planète, c’est une catastrophe. Il y a toujours le discours on va sauver la planète. Mais la planète, elle se sauve toute seule. Elle a dégagé les dinosaures, après il y a eu les humains et nous on va dégager. Elle remettra autre chose. Ce n’est pas Mad Max ». Il termine : « Il ne faut pas être égocentré sur l’être humain. Il faut sauver la planète. Il faut que tu te sauves toi-même surtout ».
Les textes de Pierre reflètent une personnalité tourmentée qui trouve dans la Bible et la littérature quelque chose d’universel qui lui parle et qui nourrit son écriture symbolique. Il se projette dans ce qu’il lit et, au travers de la religion, nous parle de lui, de chacun, comme l’explique Etienne dans l’interview du numéro 208 de Rock Hard. La figure du Christ occupe une place centrale pour Pierre, qui développe : « Le Christ fait écho à plein de choses de ta vie. Dans L’Idiot de Dostoïevski, ce dernier part d'un tableau qui représente le Christ et le dépeint sous la figure de l'Idiot. Il le voit ainsi, comme quelqu'un de trop bon, trop con mais il y a ensuite une résurrection. Les suicidés de la société, de Van Gogh à Artaud, ont un côté christique ».

## Influences
Aux origines, il y a le black metal (Darkthrone, Watain, Immortal, Satyricon, Hellhammer) et le sludge (Cult of Luna), mais aussi des groupes tels Neurosis ou Morbid Angel. 
Des réminiscences de rock se font également sentir : Pink Floyd, Radiohead ou King Gizzard and the Lizard Wizard.  Dans sa dimension expérimentale, Deliverance se découvre progressivement au fil de métamorphoses à la Voivod pour affirmer une identité propre. 

## Homonymes
Si Deliverance, le film de John Boorman (1972), a bien influencé le choix d’Etienne, qui voulait retrouver cette ambiance effrayante et malsaine dans son nouveau groupe, on trouve d'autres références qui ne sont pas liées au projet. Le groupe de thrash metal américain Deliverance fondé en 1985, et deux albums intitulés Deliverance : celui du groupe de death metal progressif suédois Opeth sorti en 2002 et celui du groupe de power metal suédois Cryonic Temple sorti en 2018. 

## Membres

### Membres actuels
- Pierre Duneau (ex-Memories of a Dead Man) — chant, claviers
- Etienne Sarthou (Karras[25], Freitot[26], ex-AqME) — guitare
- Sacha Février — basse
- Fred Quota (BLVL) — batterie

### Anciens membres
- Julien Hekking — guitare
- Aurélien Cèbe — basse
- Jef Ertlé — batterie

## Discographie
- 2013 : Doomsday, please
- 2017 : CHRST
- 2020 : Holocaust 26 :1-46
- 2022 : Neon Chaos in a Junk-Sick Dawn